# Козомболи, Вула
Ставрула «Вула» Козомболи (греч. Σταυρούλα (Βούλα) Κοζομπόλη, род. 14 января 1974, Афины) — греческая ватерполистка, игрок национальной сборной, серебряный призёр летних Олимпийских игр 2004 года.

## Биография
Родилась 14 января 1974 года в Афинах.
Играла за клубы «Глифада» (АНОГ) и в 2008—2009 годах за «Нерей» в Халандрионе.
В составе национальных сборных Вула Козомболи и Таня Ди Марио забили по 12 мячей и стали лучшими бомбардирами на Мировой лиге 2004 года в американском городе Лонг-Бич, где Греция заняла 6-е место.
В составе сборной завоевала серебро на летних Олимпийских играх 2004 года в Афинах.
В составе сборной выиграла золото на Мировой лиге 2005 года в российском городе Кириши.
В составе сборной участвовала в летних Олимпийских играх 2008 года в Пекине, где Греция заняла 8-е место.
В 2014 году избрана  президентом Ассоциации греческих олимпиоников и в 2018 году переизбрана.
29 марта 2021 года Вула Козомболи была избрана президентом Ассоциации участников Олимпийских игр (ЭСОА). При этом Козомболи набрала 145 голосов, а Элефтериос Петруниас — 60. Также Козомболи будет представителем Ассоциации участников Олимпийских игр (ЭСОА) на пленарных заседаниях Национального олимпийского комитета Греции.